# Microrregión del Bosque Septentrional Pernambucano
La Microrregión del Bosque Septentrional Pernambucano es formada por diecisiete municipios y cubre un área de 3.200 km², el que corresponde al 3,25% del territorio estatal. Posee una población estimada de 443.189 personas (IBGE 2009).

## Municipios
| Municipio        | Población |
| ---------------- | --------- |
| Aliança          | 35.235    |
| Buenos Aires     | 13.675    |
| Camutanga        | 8.214     |
| Carpina          | 68.070    |
| Condado          | 24.403    |
| Ferreiros        | 11.456    |
| Goiana           | 74.424    |
| Itambé           | 36.126    |
| Itaquitinga      | 15.507    |
| Lagoa do Carro   | 15.230    |
| Lagoa de Itaenga | 20.618    |
| Macaparana       | 24.031    |
| Nazaré da Mata   | 30.185    |
| Paudalho         | 47.521    |
| Timbaúba         | 51.770    |
| Tracunhaém       | 13.265    |
| Vicência         | 27.883    |
| Total            | 517.613   |